# احمد عزاقه
احمد عزاقه (انگلیسی: Ahmed Azzaqa؛ زادهٔ ۹ اوت ۱۹۸۸) بازیکن فوتبال اهل لیبی است.
وی همچنین در تیم ملی فوتبال لیبی بازی کرده‌است.